# Glass cockpit

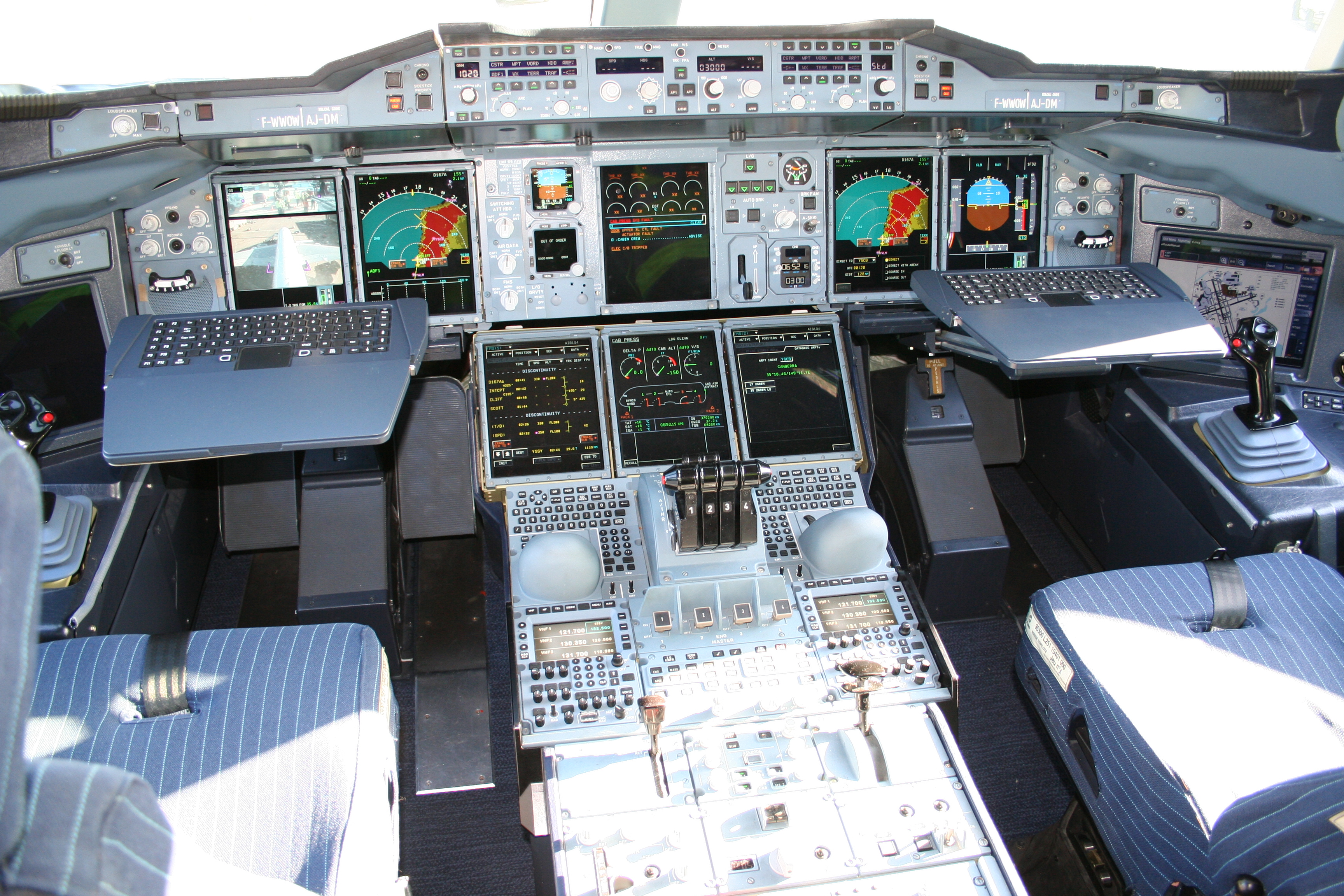
Il glass cockpit dell'Airbus A380 con tastiere estraibili e 2 schermi larghi per i piloti posizionati ai lati.

Con la locuzione glass cockpit (in italiano, letteralmente "cabina di vetro" - a causa della presenza di molti schermi di computer - o, più efficacemente, "abitacolo a visori") ci si riferisce ad una cabina di pilotaggio in cui le informazioni ed i parametri di volo vengono presentati ai piloti in formato digitale su display (CRT o LCD) invece dei tradizionali strumenti analogici. Il principale vantaggio è quello di sostituire una vasta pletora di indicatori meccanici con pochi schermi sui quali mostrare (quando necessario) i parametri richiesti per la particolare fase di volo, migliorando l'attenzione dei piloti. Il progresso tecnologico ha reso disponibili questi sistemi anche sui piccoli velivoli di aviazione generale.
I primi glass cockpit furono installati su McDonnell Douglas MD-80/90, Boeing 737 Classic, 757 e 767-200/-300, sugli Airbus A300-600 e A310, e usavano l'Electronic Flight Instrument System (EFIS) per mostrare solo informazioni di assetto e navigazione, mantenendo gli strumenti meccanici tradizionali per le informazioni di velocità, altitudine e velocità di salita.  Quelli successivi, installati sui Boeing 737NG, 747-400, 767-400, 777, A320 e Airbus successivi, Ilyushin Il-96 e Tupolev Tu-204 sostituirono quasi del tutto gli indicatori meccanici e le spie di segnalazione presenti sugli aeroplani della precedente generazione.

## Storia
Prima del 1970, non c'era una sufficiente domanda da parte del trasporto aereo tale da giustificare lo sviluppo di equipaggiamenti avanzati come schermi elettronici su cui mostrare i parametri di volo. Per di più i calcolatori elettronici dell'epoca erano ancora poco efficienti. In seguito, il tumultuoso sviluppo del trasporto aereo e la necessità di controllare la congestione del traffico aereo mostrarono la necessità dell'introduzione di questi sistemi.
A metà degli anni '70, un velivolo da trasporto aveva in media un centinaio di strumenti, con gli strumenti di volo particolarmente affollati di barre, simboli, indicatori che si litigavano sulla plancia lo spazio e l'attenzione dei piloti. Come risultato la NASA iniziò lo studio di un nuovo sistema integrato che facesse confluire i segnali analogici provenienti da tutti i sensori ed antenne dell'aeromobile in una unità che presentasse ai piloti in modo semplice ed intuitivo la situazione di volo generale. Questo portò alla nascita del sistema glass cockpit.
La prima applicazione del lavoro di ricerca della NASA fu introdotta sugli MD-80 a partire dal 1979 con i primi display di navigazione elettronici. Questo portò al miglioramento della percezione della situazione dell'aeromobile rispetto all'ambiente circostante da parte dei piloti (in inglese situational awareness) a tutto vantaggio dell'efficienza e sicurezza del volo.
La fine degli anni '90 vide l'affermarsi dei pannelli LCD, grazie alla loro affidabilità, leggibilità ed efficienza. I primi LCD, infatti, non avevano una luminosità sufficiente ed il tempo di risposta basso unito al ridotto angolo visivo li rendevano inadatti all'uso aeronautico. Praticamente tutti i moderni aeromobili sono equipaggiati con unità LCD.
Il glass cockpit è diventato l'equipaggiamento standard per gli aerei da trasporto civile, business jet ed aerei militari, ed è installato sia sugli Space Shuttle che sulle Sojuz (dalla serie TMA).

### Filosofia "Dark Cockpit"
L'integrazione delle varie sorgenti di informazioni in un sistema centralizzato e la sempre più massiccia presenza di controlli automatici a basso livello hanno reso possibile l'alleggerimento del carico di lavoro dei piloti. Ad esempio, nei motori moderni la gestione dei corretti parametri di funzionamento è devoluta al FADEC (Full Authority Digital Engine Control) che, ricevendo in ingresso la posizione della manetta per la spinta (o la potenza) richiesta dal pilota, comanda coerentemente tutti gli accessori che controllano le prestazioni del motore, vigilando sul corretto funzionamento del motore (anche più di 70 volte al secondo) senza alcun intervento aggiuntivo da parte del pilota.
Nella filosofia Dark Cockpit (cockpit al buio) non è il pilota che deve andare alla ricerca della possibile anomalia controllando uno ad uno tutti gli strumenti a disposizione, ma è il sistema che mette in evidenza il parametro anormale accendendo spie o presentando il relativo messaggio (EICAS o ECAM) sui display. Il sistema, tra l'altro, è anche in grado di discriminare il grado di pericolosità dell'anomalia, evitando di distrarre l'attenzione del pilota nelle fasi più critiche (decollo ed atterraggio) con anomalie di lieve entità che possono essere prese in considerazione in una fase successiva del volo più tranquilla. Durante il normale funzionamento, infatti, in un moderno glass cockpit sono presentate solo le informazioni strettamente necessarie al volo, oscurando al pilota tutte le indicazioni con parametri nella norma.

## Sviluppi futuri

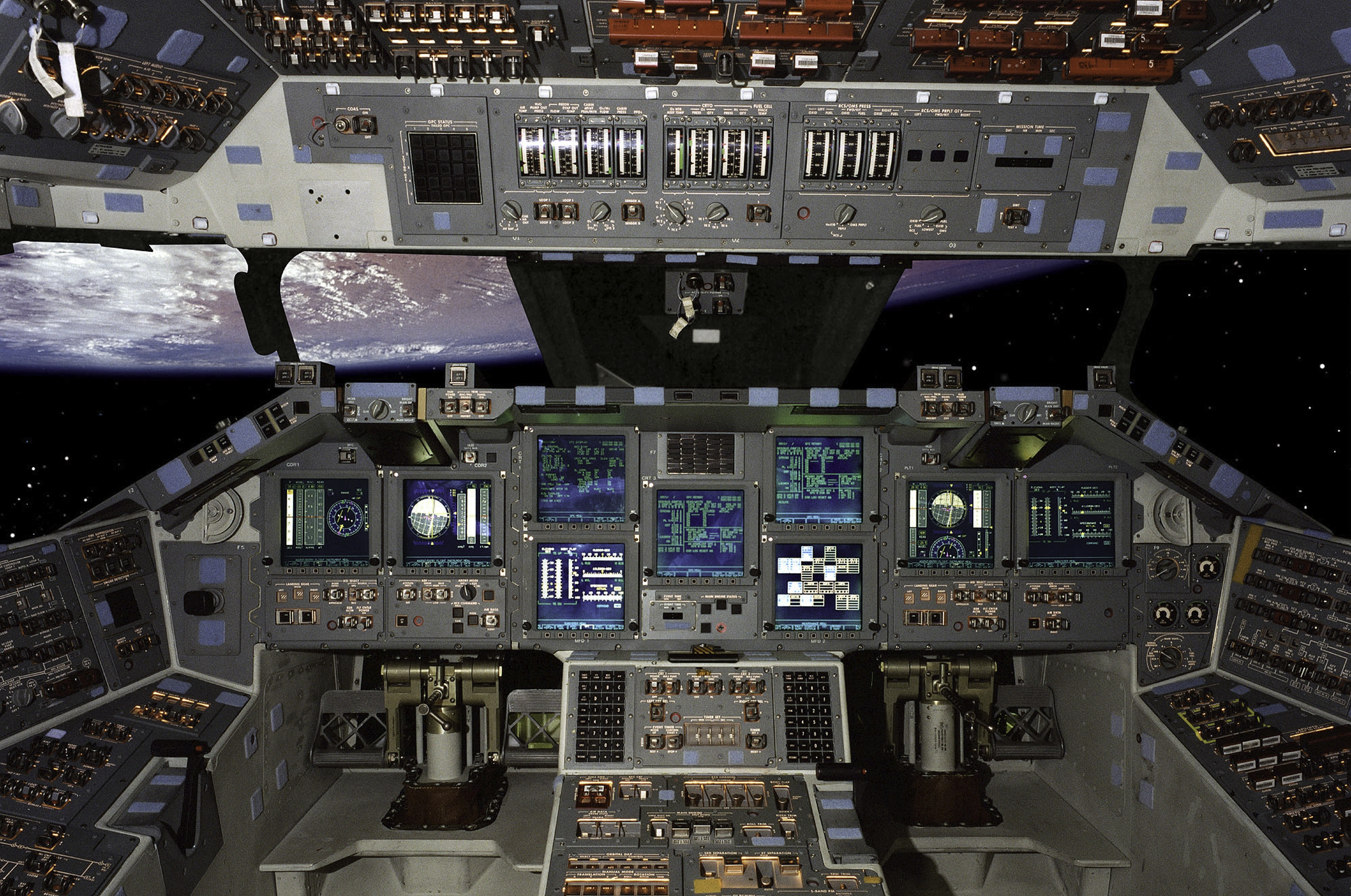
Space Shuttle glass cockpit

A differenza dei glass cockpit della precedente generazione in cui le indicazioni degli indicatori meccanici venivano rappresentate sugli schermi con lo stesso aspetto, i nuovi display offrono nuove possibilità, con i dati che compaiono nelle finestre in forma tabellare e che possono essere selezionati e manipolati con dispositivi di puntamento, aggiungendo anche informazioni cartografiche, cartine di avvicinamento, informazioni meteo e immagini di navigazione in 3D. 
Ciò consente un ulteriore grado di libertà nella progettazione del cockpit dei nuovi velivoli, introducendo dispositivi di input quali trackball, joystick e tastiere tipici dei normali computer, migliorando la facilità e l'immediatezza di controllo dei parametri da parte dei piloti. 
L'evoluzione digitale della presentazione dei dati ai piloti ha comportato anche una necessaria evoluzione delle sonde e dei sensori che forniscono questi dati. La tradizionale strumentazione di navigazione è stata sostituita dall'AHRS (Attitude and Heading Reference Systems) che lavora strettamente con gli ADC (Air Data Computer) ed il GPS, migliorando l'affidabilità e riducendo i costi di manutenzione.
Il glass cockpit moderno può anche includere sistemi di visione sintetica (SVS, Synthetic Vision System o EVS,  Enhanced Vision System) in cui su un monitor viene proiettata una rappresentazione 3D realistica del mondo esterno, basata su un database con le caratteristiche geofisiche e sulle informazioni di posizione ricavate dal sistema di navigazione dell'aeroplano. Il sistema EVS aggiunge informazioni del mondo esterno in tempo reale usando sensori quali telecamere ad infrarossi.
Tutti i nuovi velivoli da trasporto quali Airbus A380, Boeing 787 e jet privati come il Bombardier Global Express e il Learjet hanno installato un glass cockpit. Anche l'aviazione generale è stata coinvolta dal processo di modernizzazione del cockpit. A partire dal 2005, gli addestratori basici tipo il Piper Cherokee o il Cessna 172 vengono offerti con l'opzione cockpits, mentre i velivoli progettati più recentemente come il Diamond DA42, bimotore da addestramento e turismo della Diamond Aircraft Industries, e SR20 ed SR22 della Cirrus Design sono disponibili solamente in configurazione glass cockpit. Sistemi modulari come il Garmin G1000 possono essere installati su un vasto numero di aeroplani, dal monomotore a pistoni Cessna 172 al bimotore turbofan Cessna Citation Mustang.
Per alcuni vecchi velivoli con strumentazione analogica (tra i quali Dassault Falcon, Raytheon Hawker, Bombardier Challenger, Cessna Citation, Gulfstream, King Airs, Learjet) sono state studiate modifiche di aggiornamento al glass cockpit sotto forma di service bulletin o Supplemental Type Certificate (STC).

## Sicurezza aerea
Dal momento che le operazioni aeree sono divenute via via più dipendenti dal sistema glass cockpit, è stato necessario sensibilizzare ed addestrare i piloti a far fronte a possibili avarie del sistema. Sull'Airbus A320 si sono verificati una cinquantina di casi di spegnimento dei monitor. Il 25 gennaio del 2008 sul volo 731 della United Airlines si spensero metà degli schermi principali insieme a tutte le radio, i transponder, il TCAS e gli indicatori di assetto. Grazie alle buone condizioni atmosferiche (diurne), i piloti sono stati in grado di atterrare all'aeroporto di Newark senza contatto radio.
Nel 2010 uno studio dell'agenzia americana per la sicurezza dei trasporti (National Transportation Safety Board) effettuato su 8000 velivoli dell'aviazione generale equipaggiati con un glass cockpit, riportava che benché avessero una media di incidenti più bassa, erano quelli con una maggior possibilità di esiti fatali.